# Kim Hunter
Kim Hunter (12. studenog 1922. – 11. rujna 2002.), američka filmska, kazališna i televizijska glumica, dobitnica Oscara za najbolju sporednu glumicu (1951. godine). 

## Životopis
Kim Hunter je rođena u Detroitu kao Janet Cole, kćer Donalda Colea i pijanistice Grace Lind. Nastupala je u kazalištu "Pasadena Playhouse" kada ju je otkrio agent poznatog producenta Davida O. Selznicka. Selznick je s mladom Janet potpisao sedmogodišnji ugovor za studio RKO i promijenio joj ime u Kim Hunter. Debitirala je na filmu 1943. godine. Jedna je od prvih glumica s nastupom na televiziji, pojavivši se u nekoliko emisija 1949.
Dvije godine kasnije, nastupila je u filmu Tramvaj zvan čežnja, adaptaciji istoimene drame Tennesseeja Williamsa. Irene Mayer Selznick, bivša supruga Davida O. Selznicka, preporučila je Kim za ulogu Stelle Kowalski, nakon što ju je vidjela u istoj ulozi u kazališnoj predstavi. Film, u kojem su glavne uloge tumačile zvijezde Marlon Brando i Vivien Leigh, bio je hit, a Hunterovoj je priskrbio Oscara za najbolju sporednu glumicu, kao i Zlatni globus sljedeće godine. 
Kao i mnogi filmski umjetnici toga vremena, i Kim Hunter je dospjela na "crnu listu" senatora Josepha McCarthyja, što joj je, upravo nakon najvećeg uspjeha i osvajanja Oscara, gotovo uništilo karijeru. Premda nije bila ni član niti simpatizer komunističke partije, ostala je bez većih angažmana sve do 1968. godine, kada je nastupila u hitu Planet majmuna. Ulogu majmunice-znanstvenice Zire ponovila je u dva nastavka filma.
Desetljećima poslije uslijedila je nova nominacija za nagradu. Nominirana je za Dnevnu nagradu Emmy za dugogodišnji rad u misterijskoj TV sapunici The Edge of Night.
Hunter je nastupala do 2000. godine, uglavnom u TV serijama, a 1997. se pojavila u manjoj ulozi u filmu Clinta Eastwooda Ponoć u vrtu Dobra i Zla. Umrla je u New Yorku, 11. rujna 2002. godine.

## Vanjske poveznice
- Kim Hunter u internetskoj bazi filmova IMDb-u (engl.)